# Ласва (волость)
Ласва (ест. Lasva) - волость в Естонії, у складі повіту Вирумаа. Волосна адміністрація розташована у селі Ласва.

## Розташування
Площа волості — 172,1 км², чисельність населення станом на  1 жовтня 2007 становить 1811 чоловік.
Адміністративний центр волості — село Ласва. На території волості знаходяться ще 37 сіл:  Andsumäe, Hellekunnu, Husari, Kaku, Kannu, Kõrgessaare, Kääpa, Kühmamäe, Lasva, Lauga, Lehemetsa, Listaku, Madala, Mõrgi, Mäessaare, Noodasküla, Nõnova, Oleski, Otsa, Paidra, Peraküla, Pikakannu, Pikasilla, Pille, Pindi, Puusepa, Pässä, Rusima, Saaremaa, Sooküla, Tammsaare, Tiri, Tohkri, Tsolgo, Tüütsmäe, Villa тa Voki-Tamme.

## Персоналії
- Аугуст Саббе — останній партизан естонського руху опору проти СРСР. Народився та загинув на території волості у селі Паідра.